# Енні Крістмас
Енні Крістмас (англ. Annie Christmas) — персонажка фольклору і небилиць Луїзіани, одна з перших оригінальних героїнь афроамериканського фольклору. Описується як надприродно сильна афроамериканка зростом 7 футів (2,1 м), капітанка кільового човна. Історії Енні Крістмас були включені в кілька збірок казок півдня США.

## Сюжет
Згідно з історіями, Енні Крістмас кинула виклик суспільним традиціям. Енні Крістмас тікає до кордону річки Міссісіпі, де вона кидає виклик ієрархії, в якій домінують чоловіки, а також правилам та очікуванням щодо жіночої поведінки. Вона п'є надмірну кількість алкоголю і домінує над чоловіками, які кидають виклик її авторитету. Важливим символом її влади є перлове намисто. Кожна перлина — знак поваги тому, хто кинув виклик її авторитету і був переможений. Хоча вона неодружена, у неї дванадцять синів, які стали її матросами на кільовому човні . Один із синів описує її так: «Не можна приборкати матір так само, як не можна приборкати Міссісіпі…». В одному оповіданні про її смерть на неї напали 100 чоловіків, які вистрілили в неї та вдарили ножем. За іншою версією, вона наклала на себе руки через любов.

## У мистецтві
У романі ямайської письменниці Мішель Кліфф "1993: Вільне підприємство: роман про Мері Еллен Плезант" є персонажка на ім'я Енні Крістмас, ймовірно, натхненна персонажкою з казки. У своїй книзі «Банди Нового Орлеана» Герберт Есбері стверджує, що Енні Крістмас спочатку була світлошкірою жінкою з Нового Орлеана та народною героїнею. Він пише, що в білій версії саги про Анні Крістмас вона була вбита в гральному будинку Нового Орлеана.